# Lijst van bergen in Groenland

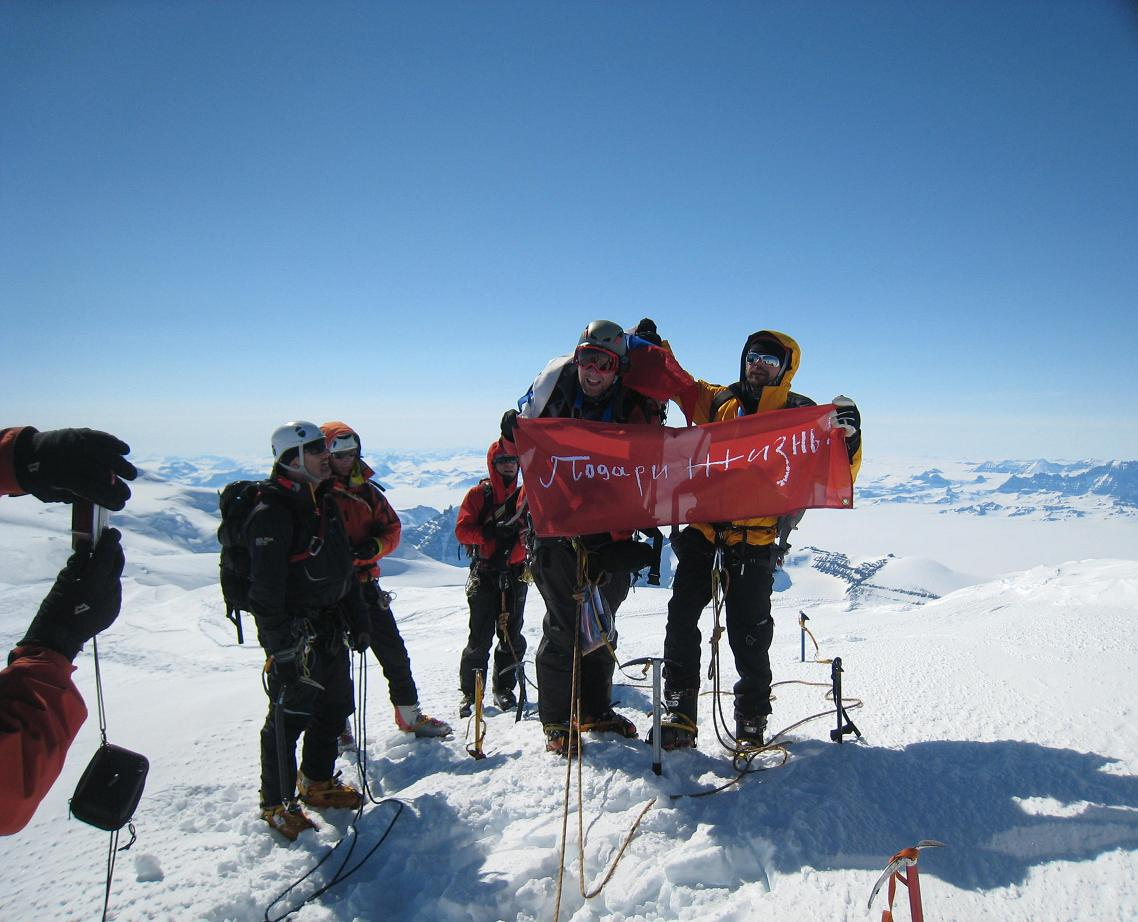
De top van de Gunnbjørn Fjeld, de hoogste berg van Groenland.

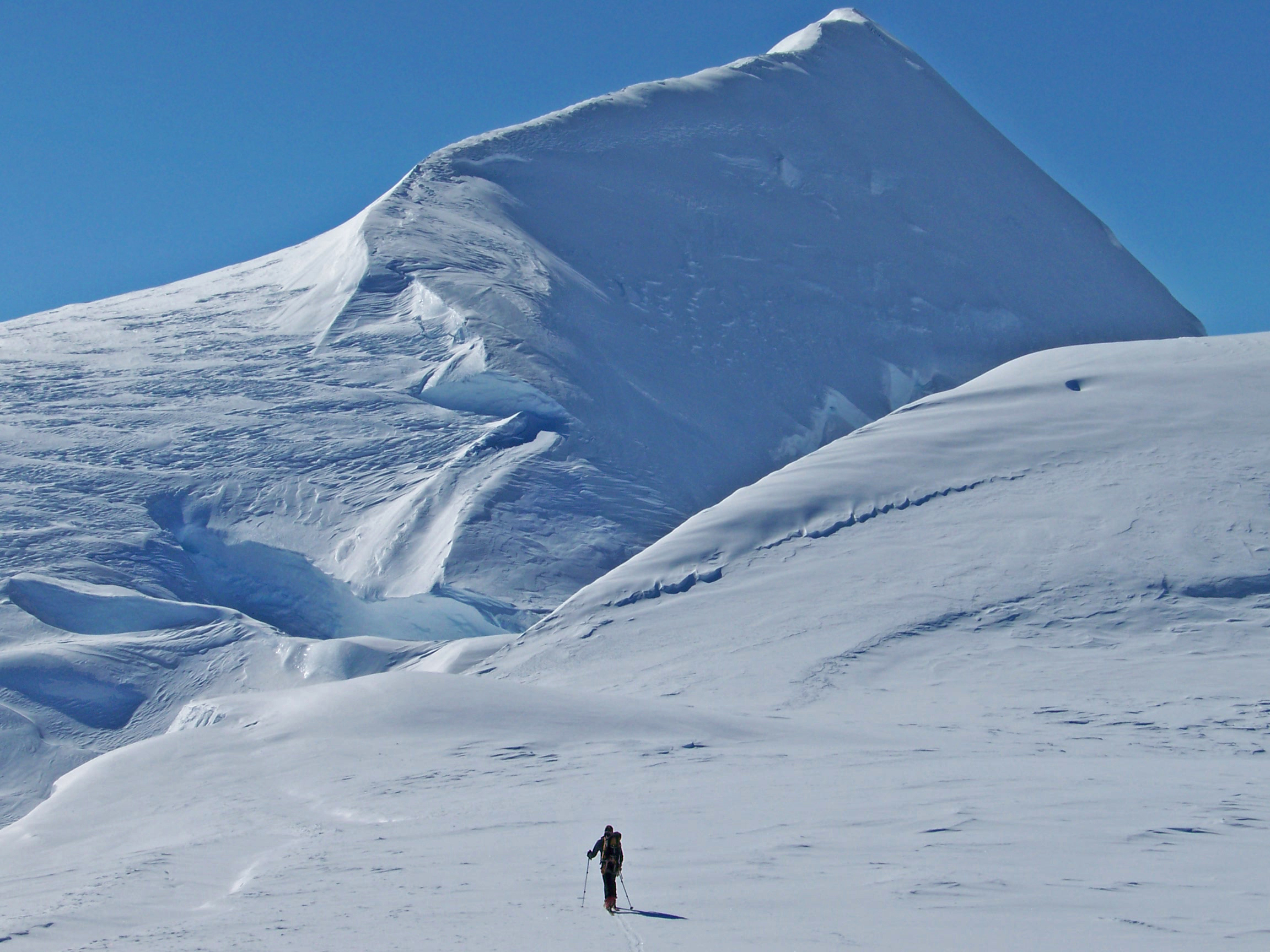
Qaqqaq Kershaw.

Dit artikel geeft een lijst van bergen in Groenland, gerangschikt op hoogte. Groenland wordt bijna geheel door een ijskap bedekt. Bij sommige bergen staat de topografische prominentie gegeven, dat is de hoogte van een berg ten opzichte van het dal.
|    | naam                      | hoogte (m) | prom. (m) |
| -- | ------------------------- | ---------- | --------- |
| 1  | Gunnbjørn Fjeld           | 3694       | 3694      |
| 2  | Qaqqaq Kershaw, ook: Dome | 3683       |           |
| 3  | Qaqqaq Johnson ook: Cone  | 3669       |           |
| 4  | Qaqqaq Paul Emile Victor  | 3609       |           |
| 5  | Peak 3549                 | 3549       |           |
| 6  | Mont Forel                | 3391       | 1581      |
| 7  | Borgtinderne              | 3348       |           |
| 8  | Ejnar Mikkelsen Fjeld     | 3308       | 1625      |
| 9  | Groenlandse IJskap        | 3238       |           |
| 10 | Petermann Bjerg           | 2933       | 1200      |
| 11 | Groenlandse IJskap        | 2875       |           |
| 12 | Stauning Alper            | 2831       | 2181      |
| 13 | Patuersoq                 | 2740       |           |
| 14 | Avannaarsua               | 2600       |           |
| 15 | Maniitsoq                 | 2440       |           |